# Parc forestier de la Poudrerie de Sevran
Pour les articles homonymes, voir Sevran-Livry.
Le Parc forestier de la Poudrerie de Sevran, ou Parc de la Poudrerie, est un parc forestier du nord-est de la Seine-Saint-Denis. Il s'étend sur environ 140 ha. Il est principalement situé sur le territoire de la commune de Sevran mais aussi sur celui des communes de Livry-Gargan, Vaujours et Villepinte. Il est traversé par le canal de l'Ourcq. Le parc a été créé dans les années 1970 sur les lieux de l'ancienne poudrerie de Sevran-Livry, dont seuls deux tiers sont accessibles au public, pour des raisons de sécurité.
Depuis 2006, le parc forestier est classé Natura 2000.

## Description
Le parc est constitué de l'ancienne poudrerie de Sevran-Livry et de ses alentours, et il inclut notamment pour environ moitié de sa surface deux forêts départementales (situées sur l'autre rive du canal, au nord) : les Sablons et la Tussion. Il s'agit d'un grand domaine forestier composé notamment de chênes pédonculés, de charmes et de frênes.
Le parc s'inscrit dans un chapelet d'espaces vert et d'espaces de détente situés sur le canal à proximité de Paris. Le canal de l'Ourcq permet d'accéder au parc depuis la Villette en vélo en environ 15 km. Il possède une piste cyclable, qui se prolonge hors du parc, à Sevran et vers la gare du Vert-Galant.
Ce parc s'inscrit également dans un grand ensemble boisé de l'est parisien, centré sur la forêt de Bondy (le site en faisait autrefois partie avant le démembrement de la forêt au XIXe siècle).

## Histoire

### Poudrerie nationale de Sevran-Livry
Jusqu'en 1973, le site abritait une poudrerie, active jusqu'à cette date. On y produisait des poudres à usages civil et militaire.

### Création du parc
Le parc ouvre au public en 1977, après transformation du site industriel en parc forestier par l'ONF. La transformation a consisté à détruire la plupart des constructions pour les remplacer par de la végétation. Certaines subsistèrent néanmoins, afin de garder des vestiges de l'ancienne poudrerie.

### Devenir incertain du parc
En 2016, l'État annonce un investissement de 2 millions d'euros pour la dépollution et la rénovation de certains bâtiments présents dans le parc ; le département souhaite y implanter des projets sociaux-culturels et sportifs. La même année, une fermeture symbolique du parc est organisée, la région propose la mise en place un groupe de travail entre les différentes institutions concernées : le Ministère de l'Environnement, le Ministère de la Défense, la région Ile-de-France, le département de la Seine-Saint-Denis, les villes de Sevran, Vaujours, Livry-Gargan, Villepinte, l'agence des espaces verts, l'institut national de l'environnement industriel et des risques, l'association de protection du parc et les établissements publics territoriaux Paris Terres d'Envol et Grand Paris Grand Est.
La dépollution du parc, engagée par l'État démarre en 2017. En décembre, les acteurs concernés prévoient un investissement de 8,5 millions d'euros dont, 500 000 pour les études et la sécurisation du site le projet prévoit une départementalisation du site et  la mise en valeur du patrimoine.
En 2018, l'État, propriétaire du parc, étudie la possibilité de privatiser une partie des bâtiments historiques de la poudrerie nationale et du parc afin de rentabiliser le site contre la volonté des élus locaux, cependant, la Seine-Saint-Denis et le ministère des Armées lancent en 2018 un appel à projets pour la valorisation des bâtiments du parc de la Poudrerie.
Le 25 novembre 2019, deux séquoias géant, des chênes « doublettes », un peuplier incliné et un orme champêtre du parc sont classés par la région « arbres remarquables en Île-de-France ».

## Pour approfondir